# Edward Stanley, XI conte di Derby
Edward Stanley, undicesimo conte di Derby (Burton upon Trent, 27 settembre 1689 – Stoke-on-Trent, 22 febbraio 1776), è stato un nobile e politico inglese.

## Biografia
Edward Stanley era il figlio di Thomas Stanley, IV baronetto e di sua moglie, Elizabeth Patten.
Alla morte del padre gli succedette come baronetto nel 1714. La sua famiglia era denominata "Stanley di Bickerstaffe", ed era discendente da sir James Stanley, fratello minore di Thomas Stanley, II conte di Derby.
Nel 1723 venne nominato Alto Sceriffo del Lancashire e successivamente nel 1727 venne eletto alla camera dei Comuni inglese per la costituente del Lancashire, sede che mantenne sino al 1736 quando, come unico parente prossimo di James Stanley, X conte di Derby, venne chiamato a succedergli come undicesimo conte, prendendo quindi sede nella Camera dei Lords. Dal 1741 al 1757 e nuovamente dal 1771 al 1776 prestò servizio come Lord Luogotenente del Lancashire.
Lord Derby sposò Elizabeth Hesketh, figlia di Robert Hesketh, nel 1714. Alla sua morte l'XI conte di Derby venne succeduto da suo nipote Edward, dal momento che suo figlio James Smith-Stanley, lord Strange, gli era premorto. Sua figlia, Lady Charlotte Stanley, sposò il generale John Burgoyne.  Un suo pronipote, Edward Smith-Stanley, XIV conte di Derby, sarà per ben tre volte Primo Ministro del Regno Unito.